# تشارلز ستيوارت (سياسي)
تشارلز ستيوارت (بالإنجليزية: Charles Stewart)‏ هو محامٍ وسياسي أمريكي، ولد في 30 مايو 1836 في الولايات المتحدة، وتوفي بنفس المكان في 21 سبتمبر 1895. حزبياً، نشط في الحزب الديمقراطي. انتخب عضو مجلس ولاية تكساس كما انتخب عضو مجلس النواب الأمريكي.